# Mauro Castagna
Mauro Castagna (Lecco, 9 maggio 1994) è un giocatore di calcio a 5 italiano, pivot dell'Imolese.

## Carriera

### Club
Talento precoce, cresce nelle giovanili del Lecco. Con gli anni diventa trascinatore delle formazioni under 18 e under 21, guadagnandosi nel 2013 la convocazione con la prima squadra in Serie A2. Nell'estate del 2015 è acquistato dall'Asti che nella stessa finestra di mercato lo gira in prestito all'Imola per farlo giocare con continuità. Con gli emiliani vince i play-off di Serie A2, contribuendo con 4 reti alla promozione nella massima serie. Riscattato dall'Imola, nella stagione 2016-17 debutta in Serie A, affermandosi tra i titolari della formazione che chiuderà la stagione regolare piazzandosi al quinto posto.

### Nazionale
Già nel giro della Under-21, il 2 novembre 2016 esordisce nella Nazionale di calcio a 5 dell'Italia mettendo a segno due reti nell'amichevole vinta per 7-2 contro la Romania.

## Palmarès
- Campionato di Serie B: 1
Imolese: 2018-19 (girone B)